# Daniel Šešulka
Daniel Šešulka (* 1995) ist ein tschechischer Unihockeyspieler, der beim Nationalliga-A-Verein Chur Unihockey unter Vertrag steht.

## Karriere

### Verein
Šešulka debütierte 2012 für den FBC Ostrava.
2014 stiess der Tscheche zum Schweizer Rekordmeister SV Wiler-Ersigen. Beim SV Wiler-Ersigen spielte er in seiner ersten Saison in der U21 und der ersten Mannschaft.
Nach fünf Jahren beim SV Wiler-Ersigen verpflichtete der Schweizer Nationalliga-A-Vertreter Chur Unihockey den tschechischen Nationalspieler.
Nachdem die Saison in der Nationalliga A aufgrund der Corona-Pandemie unterbrochen wurde, wechselte er kurzzeitig zu seinem Heimatverein FBC Ostrava.

### Nationalmannschaft
Šešulka gehört seit 2015 der tschechischen Nationalmannschaft an. 2016 nahm er mit ihr erstmals an einer Weltmeisterschaft teil.